# Småort
Småort (ze szw., l.mn. småorter;  dosłownie mała miejscowość) – jedna z dwóch typów jednostek osadniczych Szwecji (drugą jest tätort).
Określeniem småort oznacza się wszystkie miejscowości o liczbie mieszkańców 50-199, z których 50% to stali mieszkańcy, i gdzie odległość między domami nie przekracza 150 m.
Småort może mieć wyjątkowo więcej niż 200 mieszkańców, jeżeli 50% jego zabudowy stanowią domki letniskowe. W przypadku kiedy domki letniskowe stanowią więcej niż 50%, ich liczba wynosi więcej niż 50, a odległość między domkami nie przekracza 150 m, skupisko takie nazywa się fritidshusområde (dosłownie 'obszar domków letniskowych'), czyli wieś letniskowa.
Tak więc småort nie dotyczy tylko topografii, lecz także liczby mieszkańców. Czynnik ludnościowy sprawia, że pojęcie småort nie jest równoznaczne określeniu wieś rozproszona. Ponieważ liczba mieszkańców i gęstość zabudowania ciągle się zmieniają, tak też zmieniają się grupy småorter i tätorter (podziału dokonuje się co 5 lat).
W 2005 roku było w Szwecji 2876 småortów. W porównaniu z danymi z 1997 roku przybyło ich 397. W 59 przypadkach a) liczba mieszkańców wsi się zwiększyła, b) wieś została połączona z inną bądź c) przybyły nowe jednostki.